# 阿图尔·贝纳德斯
阿图尔·达席尔瓦·贝纳德斯（Artur da Silva Bernardes，1875年8月8日—1955年3月23日），巴西20世纪初的政治家。他1918年当选米纳斯吉拉斯州主席，1922年他被选为巴西总统并任至1926年。面临着军事叛乱，贝纳德斯在他的任期大部分的时候都处于戒严状态下。

他是一個受爭議性的總統，1921年因為假信事件（葡萄牙語：Crisis of the fake letters）批評前任總統尼洛•佩薩尼亞以及巴西軍方的犯罪行為，導致他形象大減，即便如此，他還是在1922年3月成功當選，但其反對他的政客卻希望阻止他上任總統並在7月發動起義但被警察鎮壓，後來巴西於7月初期發布緊急狀態並延續到12月31日，這也是巴西歷史上第一個以緊急狀態下的總統就職典禮。
即便他順利上任，但是他的反對者和軍人依舊對他不滿，在他就任期間，巴西各地都有大大小小的起義和示威，而在1923年他施行咖啡調漲政策使得全國通貨緊縮嚴重，政策的失敗導致民眾對他極度不滿。
1926年围绕着德国加入国际联盟的问题，贝纳德斯乘机与西班牙首相德里维拉侯爵一同要求获得国联行政院常任理事国的席位，但遭到英法等行政院理事国的拒绝；此一消息给巴西国内政坛带来了巨大的震动，贝纳德斯于是在任期即将结束之前宣布巴西从此退出国联。虽然日后国联仍不断争取巴西再度加入，但巴西自此再未回到国联。